# Monchu
Ramón Rodríguez Jiménez, becenevén Monchu (Palma de Mallorca, 1999. szeptember 13. –) spanyol labdarúgó, 2024-tól a görög Árisz játékosa.

## Pályafutása
Monchu a spanyolországi Palma de Mallorca városában született. Az ifjúsági pályafutását a helyi Mallorca csapatában kezdte, majd a Barcelona akadémiájánál folytatta.
2017-ben mutatkozott be a Barcelona tartalék, majd 2020-ban az első osztályban szereplő felnőtt keretében. A 2020–21-es szezonban a Girona csapatát erősítette kölcsönben. 2021-ben a Granadához igazolt. 2022 januárja és júniusa között a Valladolidnál szerepelt szintén kölcsönben. A lehetőséggel élve, 2022. július 1-jén négyéves szerződést kötött a Valladoliddal. Először a 2022. augusztus 13-ai, Villarreal ellen 3–0-ra elvesztett mérkőzésen lépett pályára. Első gólját 2022. szeptember 9-én, a Girona ellen idegenben 2–1-es vereséggel zárult találkozón szerezte meg.

## Statisztikák
2023. május 4. szerint
| Klub                    | Szezon   | Osztály          | Bajnokság | Bajnokság | Kupa és Ligakupa | Kupa és Ligakupa | Nemzetközi | Nemzetközi | Összesen | Összesen |
| Klub                    | Szezon   | Osztály          | Meccs     | Gól       | Meccs            | Gól              | Meccs      | Gól        | Meccs    | Gól      |
| ----------------------- | -------- | ---------------- | --------- | --------- | ---------------- | ---------------- | ---------- | ---------- | -------- | -------- |
| Barcelona               | 2019–20  | La Liga          | 0         | 0         | 0                | 0                | 1          | 0          | 1        | 0        |
| Girona (kölcsönben)     | 2020–21  | Segunda División | 43        | 3         | 0                | 0                | —          | —          | 43       | 3        |
| Granada                 | 2021–22  | La Liga          | 14        | 0         | 2                | 0                | —          | —          | 16       | 0        |
| Valladolid (kölcsönben) | 2021–22  | Segunda División | 15        | 2         | 0                | 0                | —          | —          | 15       | 2        |
| Valladolid              | 2022–23  | La Liga          | 29        | 3         | 2                | 0                | —          | —          | 31       | 3        |
| Valladolid              | Összesen | Összesen         | 44        | 5         | 2                | 0                | 0          | 0          | 46       | 5        |
| Összesen                | Összesen | Összesen         | 101       | 8         | 4                | 0                | 1          | 0          | 106      | 8        |